# Polka-Mazurka champêtre
Polka-Mazurka champêtre, op. 239, är en polkamazurka av Johann Strauss den yngre. Den framfördes första gången sommaren 1860 antingen i Pavlovsk eller i Sankt Petersburg.

## Historia
Verket skrevs 1860 och tillhör de kompositioner som Johann Strauss komponerade under sin konsertturné till Ryssland. Det förefaller troligt att polkan framfördes vid en lantlig fest i Pavlovsk eller i anslutning till någon av de många palatsen i närheten runt Sankt Petersburg. Titelsidan till klaverutdraget föreställer par som dansar och promenerar i lantliga omgivningar. Det franska ordet "champêtre" betyder 'lantlig'. Året innan hade en grupp sångare från Tyrolen medverkat vid åtminstone en av Strauss konserter i Pavlovsk och det är troligt att det första framförandet i Ryssland av polkan ackompanjerades av en mindre kör. Partituret som Strauss sände till sin förläggare Carl Haslinger i Wien inbegriper en fyrstämmig manskör utöver orkesternoterna. Trots att ingen text förekommer (körens vokaliser på "La, la" följer enbart melodislingan) måste detta ändock anses som Strauss första dansverk för kör.
I Wien skedde det första framförandet den 25 november 186 vid en konsert i Volksgarten som delades mellan Johann och brodern Josef Strauss. Polkan annonserades såsom "Polka Mazur im Ländlerstyle (champêtre) unter Mitwirkung eines Männerchors von 14 Stimmen" - 'Polkamazurka i Ländlerstil (lantlig) med manskör på 14 röster'. I december utgav Haslinger versioner för solopiano, violin och piano samt full orkester.

### Andra versionen: Wo klingen die Lieder
Under 1861 publicerade Haslinger ett arrangemang av polkan för fyrstämmig manskör (2 tenorer och 2 basar) och för sångkvartett med två valthorn. Nu hade polkan fått en text av Ludwig Foglár (1819-89) (med vilken Johann Strauss hade blivit bekant med via Haslinger) och en ny titel: Wo klingen die Lieder. De första textraderna lyder:
| ” | Wo klingen die Lieder/da laßt euch gern nieder!/ Zögert nicht, Glanz und Licht/schmückt die Welt wieder. Und schliesset nur fest den Bumd/Herz an Herz und Mund an Mund,/ dass ein froher Reigentanz/sei unser Leben ganz. Frei und einig/Hand in Hand/hütet das Heimatland. Treu in Noth und Tod,/wenn ein Feind ihm droht!" Friede walte, Freude gestalte/ Freiheit, Freiheit erhalte die Wen! Ja! | „ |

Det är inte känt huruvida Foglárs körversion framfördes vid tiden. Senare skulle Wiener Männergesang-Verein komma att inkludera stycket i sina konsertprogram.

## Om polkan
Speltiden på den första versionen är ca 4 minuter och 53 sekunder, den andra versionen på ca 4 minuter och 27 sekunder plus minus några sekunder beroende på dirigentens musikaliska tolkning.